# Nkechi Blessing Sunday
Nkechi Blessing Sunday (14 de febrero de 1989) es una actriz, guionista, productora y directora de cine nigeriana residente en Estados Unidos. Produjo su primera película, Omoege Lekki en 2015, protagonizada por ella misma, junto a Yinka Quadri. En 2016, Omoege Lekki ganó los premios MAYA y fue nominada a Revelación del año en los premios Best of Nollywood 2016.

## Biografía
Nkechi es un nativa de Abia, en la  región sureste de Nigeria. Realizó su educación primaria en Olu Abiodun Nursery and Primary School, Lagos y la secundaria en Barachel Model College, Lagos. Durante seis meses, estudió artes teatrales en la Universidad Estatal de Lagos y Relaciones Internacionales en la Universidad Houdegbe North American.

## Carrera profesional
En 2008, después de graduarse de la Universidad Estatal de Lagos, su amiga Kemi Korede la presentó en su película "Omo Bewaji". Omo Bewaji la llevó a reunirse con Emeka Duru, quien le ofreció un papel secundario en la película de  Emem Isong, Through The Fire & Entanglement en 2009.
Saltó a la fama en 2012, con un papel principal en Kafila Omo Ibadan. El 1 de febrero de 2017, The Nigeria Carnival USA la presentó como una de sus embajadoras en la segunda edición del evento anual de música, cultura y comedia de Nigeria en los Estados Unidos. En 2018, interpretó el papel de "Dora" en The Ghost and the Tout, que también le valió un premio en el City People Movie Award 2018 en la categoría actriz más prometedora del año. En 2020, coorganizó la edición 2020 de los African Entertainment Awards USA junto a Seun Sean Jimoh. El mismo año, se unió al elenco de Fate of Alakada. Fue la protagonista de Tanwa Savage, The Cleanser, Omo Emi e Ise Ori, y obtuvo personajes secundarios en Breaded Life y Olori Amolegbe.

## Filmografía

### Cine
| Año  | Título                          | Rol            | Notas            |
| ---- | ------------------------------- | -------------- | ---------------- |
| 2008 | Omo Bewaji                      |                | Drama            |
| 2009 | Through The Fire & Entanglement |                | Drama            |
| 2012 | Kafila Omo Ibadan               |                | Drama            |
| 2015 | Omoege Lekki                    |                | Drama            |
| 2017 | Alakada Reloaded                |                | Película comedia |
| 2017 | Yanga                           | Niniola        | Drama            |
| 2017 | Asiko-Time                      | Nkechi         | Drama            |
| 2018 | The Ghost and the Tout          | Dora           | Fantasma         |
| 2018 | Judasi                          | Ojooluwa       | Drama            |
| 2018 | Unsane                          | Esther         | Drama            |
| 2018 | Anniversary                     | Bose           | Drama            |
| 2018 | Olori Amolegbe                  | Iyalode Ladies | Drama            |
| 2018 | Soulmate                        | Azeezat        | Drama            |
| 2018 | Jadesola                        | Mofe           | Drama            |
| 2018 | Fatherhood                      |                | Drama            |
| 2018 | Aye Sokunkun                    |                | Drama            |
| 2018 | Imoran Advice                   |                | Drama            |
| 2018 | Aje                             |                | Drama            |
| 2018 | Ebiti                           |                | Drama            |
| 2018 | Broken Soul                     | Tunrayo        | Drama            |
| 2018 | Orogun Aladie                   | Chioma         | Drama            |
| 2018 | Lekki Guyz                      | Joy            | Drama            |
| 2018 | Alagbawi 1 & 2                  | Detective Ola  | Drama            |
| 2018 | Aje                             | Himan          | Drama            |
| 2018 | Ile Wa                          |                | Drama            |
| 2018 | Duro                            | Enfermera Tope | Drama            |
| 2018 | Dokita Miracle                  | Cynthia        | Drama            |
| 2018 | Alaamu                          | Judith         | Drama            |
| 2019 | Ise Ori                         |                | Drama            |
| 2019 | Akwa Ndu                        | Ihuoma         | Drama            |
| 2019 | Wound                           | Rosemary       | Drama            |
| 2019 | Plastic Girls                   | Bolu           | Drama            |
| 2019 | Agidi Okan                      | Tunmise        | Drama            |
| 2019 | Olopa Olorun                    | Joke           | Drama            |
| 2019 | Babeje                          | Fadekemi       | Drama            |
| 2019 | Broken Crown                    | Sayo           | Drama            |
| 2019 | Hostel Babes                    |                | Drama            |
| 2019 | Akanda                          | Derayo         | Drama            |
| 2019 | Omo Emi                         |                | Drama            |
| 2020 | Fate of Alakada                 | Bisi           | Comedia y acción |
| 2021 | Tanwa Savage                    |                | Comedia-Drama    |
| 2021 | The Cleanser                    |                | Thriller         |
| 2021 | Breaded Life                    |                | Drama y comedia  |
| 2021 | Amerah                          |                | Drama            |

### Productora
| Año  | Película     | Papel      |
| ---- | ------------ | ---------- |
| 2015 | Omoege Lekki | Productora |
| 2018 | Judasi       | Productora |
| 2018 | Insensato    | Productora |
| 2021 | Amerah       | Productora |

## Premios y nominaciones
| Año  | Evento                           | Premio                                     | Resultado |
| ---- | -------------------------------- | ------------------------------------------ | --------- |
| 2016 | Premios Best of Nollywood        | Revelación del año (femenino)              | Nominada  |
| 2018 | Premio a la película City People | Actriz con mayor ascenso del año (mujer)   | Nominada  |
| 2018 | Premio a la película City People | Actriz más prometedora del año (Yoruba)    | Nominada  |
| 2018 | Premio a la película City People | Mejor Actriz del Año (Yoruba)              | Nominada  |
| 2018 | Premio a la película City People | Actriz más prometedora del año (Yoruba)    | Ganador   |
| 2019 | Premio a la película City People | Mejor Actriz de Reparto del Año (Yoruba)   | Nominada  |
| 2020 | Premios Best of Nollywood        | Mejor actriz en un papel principal –Yoruba | Nominada  |